# 矢吹町立矢吹中学校

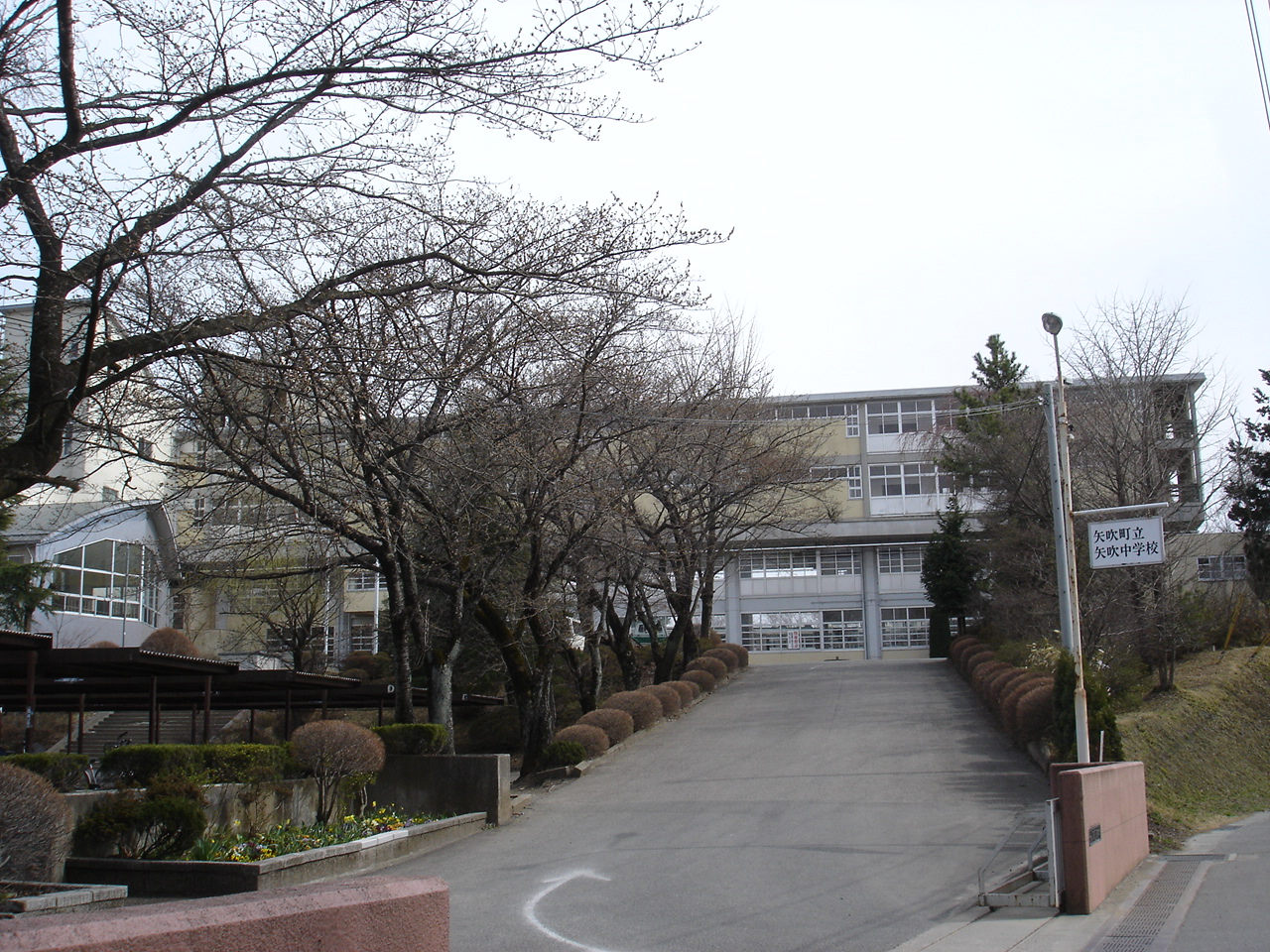
矢吹中学校の旧校舎。改築事業に伴い、2011年4月に解体された。

矢吹町立矢吹中学校（やぶきちょうりつ やぶきちゅうがっこう）は、福島県西白河郡矢吹町にある公立の中学校である。
矢吹町内に存在する唯一の中学校であり、61,740㎡（東京ドーム1.3個分）の広大な敷地に400mトラックを有する。

## 沿革

### 統合前

#### 旧・矢吹町立矢吹中学校
- 1947年4月25日 - 学制改革により、矢吹小学校に併設する形で矢吹町立矢吹中学校が開校。
- 1948年
  - 4月 - 特殊学級開設。
  - 9月 - 矢吹中学校の校舎のみ、熊谷陸軍飛行学校矢吹分校跡地（現：矢吹町文化センター）に移転。

#### 旧・矢吹町立中畑中学校
- 1947年4月25日 - 学制改革により、中畑小学校に併設する形で中畑村立中畑中学校が開校。
- 1955年3月31日 - 中畑村が矢吹町に編入合併したことに伴い、矢吹町立中畑中学校に改名する。

#### 旧・矢吹町立三神中学校
- 1947年4月25日 - 学制改革により、三神小学校に併設する形で三神村立三神中学校が開校。
- 1955年3月31日 - 三神村が矢吹町に編入合併したことに伴い、矢吹町立三神中学校に改名する。

### 統合後
- 1964年12月23日 - 矢吹中学校、中畑中学校及び三神中学校の統合を町議会が議決。
- 1965年
  - 4月1日 - 矢吹中学校、中畑中学校及び三神中学校を統合し、新生矢吹町立矢吹中学校開校。当時の生徒数は1,235名。
  - 8月10日 - 現在の場所にて旧校舎の建設工事着工。
- 1968年10月1日 - 旧校舎の落成式開催。同時に、矢吹町合併15周年記念事業として東京交響楽団の演奏会が当校体育館にて開催される。
- 1973年6月14日 - プールが完成。
- 1984年11月4日 - 20周年記念式典開催。
- 1985年2月28日 - 敷地内に勤労者体育館（第2体育館）が完成。
- 1989年
  - 3月21日 - 吹奏楽部の金管六重奏が全日本アンサンブルコンテストに出場。
  - 12月10日 - 増築校舎が竣工。
- 1997年4月1日 - 完全給食開始。
- 1998年10月 - 体操部が全国大会に出場。
- 2000年 - 福島県中学校陸上競技選手権大会にて女子陸上部が400mリレーで県中学校新記録を樹立。
- 2001年8月5日 - 東北中学校陸上競技選手権大会にて当校選手が女子100m走で優勝。
- 2002年4月1日 - 福島県内の中学校では初めて、3年生に35人学級導入。
- 2004年9月5日 - 福島県ジュニア陸上競技大会にて当校選手が400m走及び円盤投で優勝、全国大会に出場。
- 2005年～2009年 - 女子駅伝チームが、福島県中学校体育大会駅伝競走大会にて5連覇を達成、全国中学校駅伝大会に出場。
- 2010年2月 - 校舎改築工事着工。
- 2011年
  - 3月11日 - 東日本大震災の発生に伴い、旧校舎の一部が倒壊、全施設が使用禁止となる。なお、完成間近の新校舎は被害を受けなかったことから、体育館が避難所となる。
  - 3月16日 - 職員室が矢吹町文化センターに一時移転。
  - 3月27日 - 旧校舎の解体開始。
  - 4月10日 - 避難所が町内の三神公民館に変更されたことに伴い閉鎖。
  -  4月19日 - 新校舎使用開始、同時に延期されていた入学式を開催。
  - 5月2日 - 福島第一原子力発電所事故の発生に伴い、空中放射線量の測定を開始。
  - 6月～8月 - 放射線量低減のため、校庭の表土除去工事を実施。
- 2012年2月6日 - 空間線量を計測するリアルタイムモニタリングポストを設置。
- 2013年9月28日 - 新校舎が完成、総合落成式を開催。来賓として、福島県知事・佐藤雄平、衆議院議員・玄葉光一郎、吉野正芳、菅野佐智子、参議院議員・岩城光英、増子輝彦等著名人が出席。
- 2016年
  - 1月15日 - 新校舎が福島県建築文化賞を受賞。[1]
  - 12月18日 - 女子駅伝チームが全国中学校駅伝大会に出場。

## 所在地・交通
福島県西白河郡矢吹町文京町118
- JR東日本矢吹駅より約2.3km。
- あぶくま高原道路矢吹中央IC下車すぐ。

元々森林であった場所を切り開いて建設されたため、矢吹町の中心部からは離れている。このため、生徒の大半は自転車で通学している。

## 著名な出身者
- 中畑清 - 元横浜DeNAベイスターズ監督・名誉町民
- 千葉麻美 - 陸上競技選手

## その他
- 2006年、第14回全国中学校駅伝大会に出場予定であった当校女子駅伝部の選手が、開催地の山口県に宿泊中、ノロウイルスに感染、感染性胃腸炎とみられる集団感染で棄権した。
- 2011年3月11日に発生した東日本大震災により旧校舎が倒壊、図書館の本を取り出すことができなくなったため、全国から蔵書を募り、新校舎に納められた。